# Xã Laenna, Quận Logan, Illinois
Xã Laenna (tiếng Anh: Laenna Township) là một xã thuộc quận Logan, tiểu bang Illinois, Hoa Kỳ. Năm 2010, dân số của xã này là 584 người.